# Jean-Louis Roques
Jean-Louis Roques est un accordéoniste et claviériste français. 
Il fut le principal accordéoniste et compositeur de quelques chansons de Renaud de 1980 à 1997, avant de se fâcher avec lui. Lors du concert à l'Olympia en 1982, Renaud lui rend hommage en disant de lui qu'il "joue du piano debout" (citation humoristique de la célèbre chanson de Michel Berger). Dans la chanson La doudou, juste avant le solo d'accordéon, on entend Renaud l'encourager : "Allez vas-y, mon vieux Jean-Louis".
Il a aussi travaillé avec le chanteur Francis Cabrel, notamment sur l'album Samedi soir sur la Terre.
Il est également l'auteur de la musique du film Germinal, de Claude Berri.

## Coopération avec Renaud
- 1980 : live - Renaud à Bobino, claviers et accordéon.
- 1981 : Le Retour de Gérard Lambert, accordéon. On lui doit sûrement la partie d'accordéon de Manu.
- 1982 : Un Olympia pour moi tout seul, accordéon et claviers.
- 1983 : Morgane de toi, accordéons. Il est l'un des rares musiciens français à jouer sur cet album.
- 1985 : Mistral gagnant, accordéon. Il apparaît deux fois en photo sur le livret de l'album, notamment au dos du livret où Renaud le désigne du bras durant un concert.
- 1986 : Le Retour de la Chetron Sauvage - Zénith 86 de Renaud, accordéon.
- 1988 : Putain de camion, accordéon. Il signe sur cet album sa première composition pour Renaud, Chanson dégueulasse.
- 1989 : Visage pâle rencontrer public, accordéon et claviers.
- 1991 : Marchand de cailloux, accordéon. Il signe trois musiques sur cet album, il s'agit de celles de P'tit voleur, Tonton et Je cruel.
- 1993 : Renaud cante el' Nord, accordéon.
- 1994 : À la Belle de Mai, arrangements, direction musicale et accordéon. C'est la première fois que Renaud lui confie la direction musicale d'un album, bien qu'il soit chef d'orchestre officieux généralement sur scène durant les concerts. Il signe également deux musiques pour l'album : Le petit chat est mort et Son bleu.
- 1995 : Les Introuvables, accordéon. Il signe la musique de Toute seule à une table, ainsi que les arrangements, la direction musicale et la réalisation de la chanson Touche pas à ma sœur !.
- 1996 : Paris-Provinces Aller/Retour, réalisation, direction musicale, accordéon, orgue, claviers
- 1996 : Renaud chante Brassens, accordéon.

## Autres coopérations
- 1999 : Spectacle "Hors-saison" et "Samedi soir sur la Terre" - Triple album en public "Double Tour" Francis Cabrel, accordéon.
- 2000 : Open the Door - Album de Roger Hodgson, accordéon.